# Machaerina austrobrasiliensis
Machaerina austrobrasiliensis är en halvgräsart som beskrevs av Mark T. Strong. Machaerina austrobrasiliensis ingår i släktet Machaerina och familjen halvgräs. Inga underarter finns listade i Catalogue of Life.